# Dejuna fenestrata
Dejuna fenestrata is een insect uit de familie van de mierenleeuwen (Myrmeleontidae), die tot de orde netvleugeligen (Neuroptera) behoort. 
Dejuna fenestrata is voor het eerst wetenschappelijk beschreven door Banks in 1913.